# Stazione di Sarre
Stazione di Sarre vasútállomás Olaszországban, Valle d’Aosta régióban, Sarre településen.

## Vasútvonalak
Az állomást az alábbi vasútvonalak érintik:
- Aosta–Pré-Saint-Didier-vasútvonal
- Chivasso-Pré-Saint-Didier-vasútvonal

## Kapcsolódó állomások
A vasútállomáshoz az alábbi állomások vannak a legközelebb: 
- Stazione di Saint-Pierre
- Stazione di Aosta Viale Europa